# Atletism la Jocurile Olimpice de vară din 2024 - 10.000 m (feminin)
Proba de atletism 10.000 de metri feminin de la Jocurile Olimpice de vară din 2024 a avut loc pe 9 august 2024 pe Stade de France.

## Recorduri
Înaintea acestei competiții, recordurile mondiale și olimpice erau următoarele:
| Record  | Atlet                 | Timp         | Loc                      | Data           |
| ------- | --------------------- | ------------ | ------------------------ | -------------- |
| Mondial | Beatrice Chebet (ETH) | 28:54,14 min | Eugene, Statele Unite    | 25 mai 2024    |
| Olimpic | Almaz Ayana (ETH)     | 29:17,45 min | Rio de Janeiro, Brazilia | 12 august 2016 |

## Program
Orele sunt ora Franței (UTC+1) 
| Data                  | Oră   | Etapă  |
| --------------------- | ----- | ------ |
| Vineri, 9 august 2024 | 20:55 | Finala |

### Finala
| Loc | Atletă                     | Țară                       | Timp     | Note |
| --- | -------------------------- | -------------------------- | -------- | ---- |
| 1   | Beatrice Chebet            | Kenya                      | 30:43,25 |      |
| 2   | Nadia Battocletti          | Italia                     | 30:43,35 | RN   |
| 3   | Sifan Hassan               | Olanda                     | 30:44,12 | SB   |
| 4   | Margaret Kipkemboi         | Kenya                      | 30:44,58 |      |
| 5   | Lilian Kasait Rengeruk     | Kenya                      | 30:45,04 |      |
| 6   | Gudaf Tsegay               | Etiopia                    | 30:45,21 |      |
| 7   | Fotyen Tesfay              | Etiopia                    | 30:46,93 |      |
| 8   | Weini Kelati               | Statele Unite ale Americii | 30:49,98 |      |
| 9   | Karissa Schweizer          | Statele Unite ale Americii | 30:51,99 | SB   |
| 10  | Tsigie Gebreselama         | Etiopia                    | 30:54,57 |      |
| 11  | Parker Valby               | Statele Unite ale Americii | 30:59,28 |      |
| 12  | Sarah Chelangat            | Uganda                     | 31:02,37 |      |
| 13  | Lauren Ryan                | Australia                  | 31:13,25 |      |
| 14  | Francine Niyomukunzi       | Burundi                    | 31:17,02 | PB   |
| 15  | Eilish McColgan            | Marea Britanie             | 31:20,51 | SB   |
| 16  | Diane van Es               | Olanda                     | 31:25,51 |      |
| 17  | Daisy Jepkemei             | Kazahstan                  | 31:26,55 |      |
| 18  | Rino Goshima               | Japonia                    | 31:29,48 |      |
| 19  | Haruka Kokai               | Japonia                    | 31:44,03 |      |
| 20  | Klara Lukan                | Slovenia                   | 31:45,15 |      |
| 21  | Annet Chemengich Chelangat | Uganda                     | 31:50,41 | PB   |
| 22  | Yuka Takashima             | Japonia                    | 31:52,07 | SB   |
| 23  | Megan Keith                | Marea Britanie             | 33:19,92 |      |
|     | Rahel Daniel               | Eritreea                   | NT       |      |
|     | Alessia Zarbo              | Franța                     | NT       |      |